# Coronatge
El coronatge era un impost demanat pel monarca per a pagar les despeses derivades de la coronació del rei o de la reina.
Al segle xiv, només pagaven els llocs que eren del patrimoni reial (per exemple, el 1327, arran de la coronació d'Alfons III, o el 1377, en ésser coronada Sibil·la de Fortià).
Al segle xv, el coronatge ja afectava tots els focs.